# Belgische federale verkiezingen 2003/Kandidatenlijsten/Ecolo
Dit zijn de kandidatenlijsten van Ecolo voor de Belgische federale verkiezingen van 2003. De verkozenen staan vetgedrukt.

## Brussel-Halle-Vilvoorde

### Effectieven
1. Olivier Deleuze
2. Marie Nagy
3. Jacques Bauduin
4. Marie-Thérèse Coenen
5. Fouad Lahssaini
6. Tamimount Essaidi
7. Henri Simons
8. Anne Herscovici
9. Christian Boucq
10. Marie-Christine Mahieu
11. Abdelrhani Belhaloumi
12. Véronique Cerise-Van Nuffel
13. André Peters
14. Sylviane Friedlingstein
15. André Drouart
16. Barbara Trachte
17. Jean-Paul Gailly
18. Fathiya Alami
19. Mohsin Mouedden
20. Ghislaine de Smet d'Olbecke
21. Christos Doulkeridis
22. Evelyne Huytebroeck

### Opvolgers
1. Zoé Genot
2. Mohamed El Khattabi
3. Myriam Van Espen
4. Eric Bierin
5. Antoinette Brouyaux
6. Pierre De Heusch
7. Emily Hoyos
8. Yakup Yurt
9. Martine Salmain
10. Anwar Mirsattari
11. Caroline Jeanjot
12. Didier Coeurnelle

## Henegouwen

### Effectieven
1. Jean-Marc Nollet
2. Marie-Christine Lefèbvre
3. Antonio Caci
4. France D'Hollander
5. Thierry Maitrejean
6. Henriette Jungst
7. Salvatore Miraglia
8. Stéphanie Dortant
9. Luc Parmentier
10. Annie Dubois
11. Frédéric Desplechin
12. Catherine Lemaitre
13. Philippe Mouton
14. Odette Hermant
15. Henri Megali
16. Samia Mahgoub
17. Michel Quenon
18. Anne-Marie Trifin
19. Nicolas Dubois

### Opvolgers
1. Gérard Gobert
2. Marianne Leterme
3. Etienne Lefèvre
4. Delphine Van Lersberghe
5. Luc Demeester
6. Nicole Coppenolle-Vanhoof
7. Jean-Paul Doeraene
8. Marie-Claude De Ridder
9. Olivier Saint-Amand
10. Joëlle Hurchon
11. Lucien Harmegnies

## Luik

### Effectieven
1. Muriel Gerkens
2. Stany Grudzielski
3. Chantal Sivitsky
4. Lambert Jaegers
5. Véronique Willemart
6. Luc Toussaint
7. Bénédicte Stangherlain-Heindrichs
8. Eric Jadot
9. Angela Moriconi
10. André Dombard
11. Brigitte Simal
12. Ahmed Kabbouri
13. Catherine Maas
14. Sébastien Bollingh
15. Jacky Morael

### Opvolgers
1. Agnès Sikivie
2. Freddy Mockel
3. Jeannine Pawlak
4. Herbert Meyer
5. Anne Pireaux
6. Jean-François Ramquet
7. Claudine Drion
8. André Verjans
9. Géraldine Pelzer-Salandra

## Luxemburg

### Effectieven
1. Christian Cession
2. Laurence Mirkes
3. André Chanteux
4. Françoise Detry-Zimmer

### Opvolgers
1. Cécile Thibaut
2. Jean-Claude Crepin
3. Juliette Boulet
4. Jean-Claude Spies
5. Marianne Lefèbvre
6. Jérôme Petit

## Namen

### Effectieven
1. Philippe Defeyt
2. Caroline Evrard
3. Claudio Pescarollo
4. Martine Dardenne
5. Eric Van Poelvoorde
6. Nicole Heyden-Willem

### Opvolgers
1. Patrick Dupriez
2. Hélène Wallaert
3. Hugues Doumont
4. Pascale Toussaint
5. Denis Brusselmans
6. Marie-Claire Wargnier

## Waals-Brabant

### Effectieven
1. Pierre Sondag
2. Michèle Gilkinet
3. Thierry Meunier
4. Frédérique Maerlan
5. Alexandrine Duez

### Opvolgers
1. Marie-Bruno Zweerts
2. Daniel Burnotte
3. Katalin Schlesser-Kovacs
4. Karim Hassan
5. Agnès Namurois
6. Jean-Luc Roland

## Senaat

### Effectieven
1. Isabelle Durant
2. Bob Kabamba
3. Thérèse Snoy
4. Philippe Henry
5. Fatiha Saïdi
6. Paul Galand
7. Annie Morsa-Claes
8. Pierre Hardy
9. Nermin Kumanova
10. Laurent Minguet
11. Jacqueline Lefin
12. Michel Guilbert
13. Brigitte Ernst de la Graete
14. Xavier Deutsch
15. Josy Dubié

### Opvolgers
1. Christophe Derenne
2. Murielle Frenay
3. Salvatore Falletta
4. Marianne Saenen
5. Jean-Pierre Viseur
6. Martine Schüttringer
7. Marc Terwagne
8. Brigitte Pétré
9. José Daras